# Volo Southwest Airlines 345
Il volo Southwest Airlines 345 era un volo di linea passeggeri dall'aeroporto Internazionale di Nashville, nel Tennessee, all'aeroporto LaGuardia di New York, Stati Uniti d'America. Il 22 luglio 2013, un Boeing 737-700 operante sulla rotta subì il collasso del carrello di atterraggio anteriore durante l'atterraggio all'aeroporto LaGuardia; non ci furono vittime, nove persone rimasero ferite. L'aereo, che all'epoca aveva un valore stimato di 15,5 milioni di dollari, venne demolito a seguito dell'incidente.

## L'aereo
Il velivolo coinvolto era un Boeing 737-7H4, marche N753SW, numero di serie 29848, numero di linea 400. Volò per la prima volta il 6 ottobre 1999 e venne consegnato a Southwest Airlines lo stesso mese. Era spinto da 2 motori turboventola CFMI CFM56-7B22. Al momento dell'incidente, l'aereo aveva quasi quattordici anni e aveva accumulato 49 536 ore di volo.

## L'equipaggio
Il comandante del volo 345 volava per Southwest Airlines da quasi 13 anni, sei anni come comandante. Al momento dell'incidente, aveva accumulato un totale di 12 000 ore di volo, comprese 2 600 ore come comandante di Boeing 737.
Il primo ufficiale aveva 20 anni di precedente esperienza nella United States Air Force ed era stato assunto dalla Southwest Airlines un anno e mezzo prima dell'incidente.

## L'incidente
L'aereo atterrò sulla pista 4 con il carrello anteriore prima e con quello principale poi. La sezione anteriore del carrello collassò verso l'alto nel corpo dell'aereo, causando danni sostanziali all'alloggiamento dell'elettronica nella fusoliera. L'aereo proseguì per 663 metri lungo la pista, arrestandosi poi alla sua metà dopo essere scivolato sul muso in un mare di scintille.
A seguito dell'incidente, l'aeroporto venne chiuso fino a quando le sue risorse di salvataggio non furono di nuovo disponibili. Due ore dopo, l'altra pista venne riaperta al traffico. L'aeroporto sgombrò e ispezionò la pista e rimosse l'aereo in tempo per le prime partenze del giorno successivo. Nove occupanti furono curati per ferite lievi, tutte subite durante l'evacuazione, sei dei quali vennero portati negli ospedali locali.

## Le indagini
Il 26 luglio 2013, il National Transportation Safety Board (NTSB) emise un comunicato stampa in cui rivelò i suoi risultati iniziali, che includevano:
- il registratore vocale della cabina di pilotaggio aveva registrato 2 ore di buoni dati, inclusa l'intera durata dell'ultimo volo da Nashville a New York City;
- il registratore dei dati di volo aveva fornito 27 ore di dati, inclusi tutti i parametri dell'ultimo volo da Nashville a New York City;
- dal download del registratore dei dati di volo:
  - i flap vennero modificati da 30 gradi a 40 gradi 56 secondi prima dell'atterraggio;
  - l'aereo effettuò un flare raggiungendo 134 nodi (248 km/h) di velocità indicata (KIAS) e un assetto di 2 gradi con il muso in su a 32 piedi (9,8 m) sopra il livello del suolo (AGL), quindi, 4 secondi dopo, lasciò cadere il muso a 3 gradi con il naso in giù a 133 nodi (246 km/h) KIAS al touchdown;
  - l'aereo si fermò 19 secondi dopo il touchdown.
- sia i dati di volo ottenuti che la registrazione video disponibile indicavano che il carrello anteriore era entrato in contatto con il suolo prima del carrello di atterraggio principale, che è l'ordine opposto rispetto alla normale sequenza di atterraggio.[6][7]

Non vennero riscontrati malfunzionamenti meccanici, ma il carrello di atterraggio anteriore collassò a causa del sovraccarico. L'indagine dell'NTSB si concentrò sul comportamento dell'equipaggio durante l'avvicinamento del volo 345 all'aeroporto LaGuardia. L'NTSB scoprì che il comandante del volo 345 era stato oggetto di molteplici denunce da parte dei primi ufficiali che avevano volato con lei. Il manuale delle operazioni di volo di Southwest richiede ai suoi piloti di interrompere un atterraggio se l'aereo non è configurato correttamente nel momento in cui scende a 1 000 piedi (300 m). Analizzando i dati del registratore di volo, l'NTSB stabilì che il comandante aveva cambiato i flap dell'aereo da 30 gradi a 40 gradi ad un'altitudine di soli 500 piedi (150 m). A 100-200 piedi (30-61 m), il comandante osservò che l'aereo era ancora sopra il sentiero di discesa e ordinò al primo ufficiale di "scendere" invece di interrompere l'atterraggio. Ad un'altitudine di soli 27 piedi (8,2 m) e 3 secondi dall'atterraggio, il comandante prese il controllo dell'aereo dal primo ufficiale. L'aereo stava scendendo a 960 piedi/min (4,9 m/s) in posizione di "muso in giù" quando il suo carrello anteriore colpì la pista.
L'NTSB alla fine concluse che l'incidente era dovuto a un errore del pilota. In particolare, l'NTSB incolpò il comandante per non essere riuscita a prendere il controllo dell'aeromobile o interrompere l'atterraggio, facendo notare che avrebbe potuto annullare in tempo la manovra. L'NTSB stabilì inoltre che l'incapacità del comandante nel prendere il controllo tardivamente "non le ha concesso il tempo sufficiente per correggere il deterioramento dello stato energetico dell'aereo e impedire al carrello di atterraggio di prua di colpire la pista".

## Conseguenze
Il 2 ottobre 2013, Southwest Airlines annunciò di aver licenziato il capitano del volo 345. La compagnia aerea annunciò anche di aver richiesto al primo ufficiale del volo 345 di sottoporsi a un addestramento aggiuntivo. Nessuno dei due piloti venne identificato pubblicamente dalla compagnia aerea.
Il Boeing 737 coinvolto nell'incidente, del valore stimato all'epoca di 15,5 milioni di dollari, si danneggiò troppo per poter essere riparato e venne in seguito demolito. Venne rimosso dall'aeroporto LaGuardia tramite chiatta al porto di Albany nel novembre 2013, dove la cellula fu smantellata. L'incidente rappresenta la terza perdita di un Boeing 737-700.